# 55 км (зупинний пункт, Донецька залізниця)
55 кіломе́тр — пасажирський залізничний зупинний пункт Лиманської дирекції Донецької залізниці.
Розташований у місті Соледар, Бахмутський район, Донецької області на лінії Ступки — Попасна між станціями Кудрявка (3 км) та Деконська (2 км). Поблизу розташований соляна копальня № 4.
Через економічну недоцільність пасажирський рух на даній ділянці припинений, а від Деконської колії демонтовано.